# Janet Russell Perkins
Janet Russell Perkins ( 1853 - 1933 ) fue una botánica, pteridóloga y exploradora estadounidense.
Obtuvo su bachillerato en la Universidad de Wisconsin en 1872. Luego estudia ocho semestres (1895-1899) en Berlín, y luego pasa a Heidelberg donde recibe su doctorado defendiendo una tesis sobre una monografía del género Mollinedia Ruiz & Pav. 1794, en la familia Monimiaceae.

## Algunas publicaciones
- Leguminosae of Puerto Rico. 1906-1907
- Styracaceae. Mit 191 Einzelbildern in 18 Figuren. 1907
- Fragmenta Florae Philippinae. Contributions to the flora of the Philippine Islands. 1904
- Monimiaceae. Mit 309 Einzelbildern in 28 Figuren. 1901

- La abreviatura «Perkins» se emplea para indicar a Janet Russell Perkins como autoridad en la descripción y clasificación científica de los vegetales.[1]